# トウィナム山
トウィナム山（トウィナムさん、英語: Mount Twynam）は、オーストラリア・ニューサウスウェールズ州のグレートディヴァイディング山脈・メイン山脈・スノーウィー・マウンテンズ内にある山である。ニューサウスウェールズ州とビクトリア州の境界近くに位置している。
標高2195メートルで、オーストラリア本土で3番目に高い山である。オーストラリア本土最高峰のコジオスコの北東8キロメートルに位置している。
山体は大きいものの印象に欠けるが、ブルーレイクの圏谷やウェスタン滝の広大な景観がある。踏みならされた道によって比較的アクセスが容易であるにもかかわらず、登頂する人は稀である。山は南東のスノーウィー川と北西のジーヒ川の分水嶺を形成する。

## ギャラリー

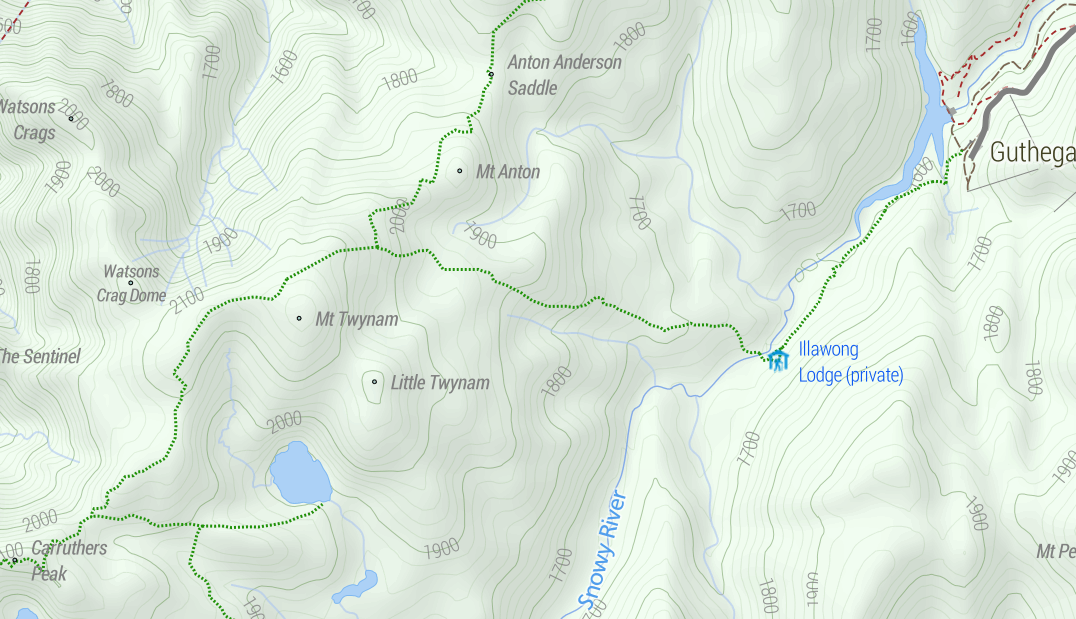
トウィナム山の地形図